# Rivière Sauvage (vattendrag i Kanada, lat 46,67, long -73,90)
Rivière Sauvage är ett vattendrag i Kanada.   Det ligger i provinsen Québec, i den sydöstra delen av landet, 200 km nordost om huvudstaden Ottawa.
I omgivningarna runt Rivière Sauvage växer i huvudsak blandskog. Runt Rivière Sauvage är det mycket glesbefolkat, med 4 invånare per kvadratkilometer.